# 板歩きの刑
板歩きの刑（いたあるきのけい）は、海賊や船舶における反乱、及びならず者の船員が行ったとされている刑罰や拷問。執行者の娯楽（あるいは心理的拷問）のために、対象者を泳げないように
縛るなどした上で、船の外に突き出した板材や梁の上を無理やり歩かせるというものである。
海賊が捕虜に板歩きを強要することは、19世紀から20世紀の大衆文化での海賊作品ではよく見られる題材であったが、実例はほとんど記録されておらず、この慣習が実在したかについては怪しい。

## 表現の初出記録
この語句の初出は、イギリスの辞書学者フランシス・グローズによる『Dictionary of the Vulgar Tongue』で、1788年に出版された（ロンドンの初版は1785年）。グロースの記述は次の通り：
Walking the plank. A mode of destroying devoted persons or officers in a mutiny on ship-board, by blind-folding them, and obliging them to walk on a plank laid over the ship's side; by this means, as the mutineers suppose, avoiding the penalty of murder.
「板歩きの刑（Walking the plank）。船上での反乱に際して、職務に忠実な人物や士官を抹殺するために、目隠しさせて船の側面に置かれた板の上を歩くように強要すること。この方法は、反逆者たちにとって殺人刑を免れることができると信じていた」

## 板歩きの刑の歴史的事例
1769年に、反乱者ジョージ・ウッドはニューゲート監獄の教戒師に、彼と仲間の反乱者が士官を板歩きの刑に処したことを告白した。作家ダグラス・ボッティングは、この事件に言及し、「疑惑の告白だ」「あいまいな話…本当かも嘘かもしれず、いずれにしても海賊とは何の関連もない」と結論づけた。
1788年にガーランドに向かった軍医助手クラクストン氏は、奴隷商人による板歩きの刑について庶民院の委員に証言した。
The food, notwithstanding the mortality, was so little, that if ten more days at sea, they should, as the captain and others said, have made the slaves walk the plank, that is, throw themselves overboard, or have eaten those slaves that died.
「死に瀕していたにもかかわらず食糧はわずかで、船長や他が言ったように、海上で10日以上になると奴隷を食べさせなければ、奴隷に板歩きで身を投げさせて死なせなければならなかった。」
1700年代後半にバルト海で活動した海賊John Derdrakeは、犠牲者をすべて板歩きの刑で溺死させたと述べた。
1822年に、イギリスのスループBlessingの船長ウィリアム・スミスは、西インド諸島でスクーナーEmanuelのスペイン人海賊乗組員により板歩きの刑を受けた。
1829年2月14日にロンドンの『タイムズ』は、定期船Redpole（船長Bullock）が海賊スクーナーPresidentに襲われ沈んだことを報じた。船長は撃たれ、乗組員は板歩きの刑を受けた。
1829年に、オランダのブリッグVhan Frederickaがヴァージン諸島のリーワード海峡 (en) （セント・トーマス島とハンズ・ロリク島の間）で海賊に捕まり、乗組員のほとんどは砲弾を足に繋げられて板歩きの刑で殺害された。
忠実な船員に対して板歩きの刑を行うことは、加害者により「殺人の刑罰を避ける」ためと言われたが、この法律論が役に立つことはなかった。法律規範で他人に死を強制するものを起訴することに疑いないばかりでなく、海賊行為および反乱はまた死刑に値する犯罪である。この処刑を承知していた状況を鑑みると、不要な捕虜を殺害する通常の手段よりも、残虐な娯楽の手が込んで異常な形態である傾向があると思われる。

## 文学

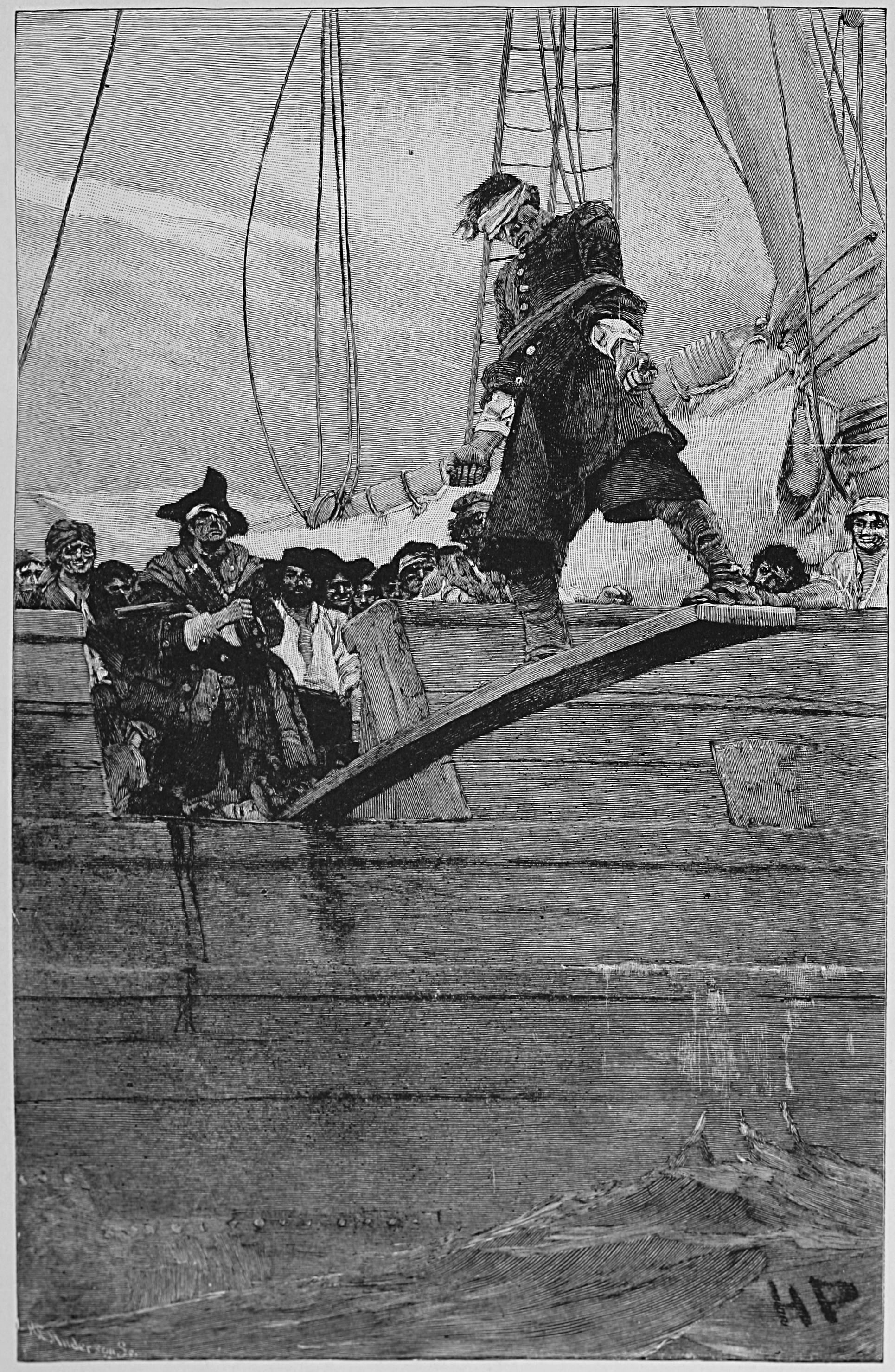
板歩きの刑のイラスト（ハワード・パイル1887年「Harper's Magazine」の挿絵）

歴史上の実際の慣習はほとんどにないにもかかわらず、板歩きの刑は大衆文学の描写により人気の故事伝説となった。
1724年に出版され、カリブの海賊に関する重要な史料となっているキャプテン・チャールズ・ジョンソンの『海賊史』では、古典古代の地中海で類似した慣習（板材のかわりに梯子を用いる）が記述されている - ローマ人捕虜は、梯子を使って泳ぐ意思があるなら、それを渡されて解放された。
扇情主義者Charles Ellmsの1837年の作品『海賊自身の書』のわずかなページに、明らかにチャールズ・ジョンソンの記述から着想して「A Piratical Scene – 'Walking the Death Plank'」と題する挿絵が加えられた。
ロバート・ルイス・スティーヴンソンの1884年の古典『宝島』には板歩きの刑について3回以上言及し、冒頭ではビリー・ボーンズがこの慣習の背筋が凍る話をジム・ホーキンズに語っている。（『宝島』は他にも、オウム、義足、埋蔵された財宝など現在一般的な海賊の主要素を広めた。）
この概念はジェームス・マシュー・バリーの『ピーター・パンとウェンディ』にもまた現れ、フック船長が海賊の原型を定義することを助けた
。

## 現代での使用
この言葉の英語（walking the plank）は現在、論争最中のまたは公衆、株主などに要求された公的人物の辞任の表現として使われる。
『フック』、『イン・ザ・ネイビー』、『パイレーツ・オブ・カリビアン/呪われた海賊たち』といった、いくつかの現代映画でこの慣習が使われている。